# Alpes cottiennes
Dãy núi Alpes cottiennes (tiếng Pháp: Alpes Cottiennes; tiếng Ý: Alpi Cozie) là một dãy núi ở phần tây nam của dãy núi Alpes. Dãy núi này làm thành biên giới giữa Pháp (các tỉnh Hautes-Alpes, Savoie) và Ý (vùng Piedmont). Đèo Maddalena chia cách dãy núi này với dãy núi Alpes maritimes; đèo Mont Cenis chia cách với dãy núi Graian Alps; đèo Col du Galibier chia cách với dãy núi Alpes du Dauphiné.
Các đường hầm Fréjus dành cho xe hơi và xe lửa giữa thị xã Modane (Pháp) và thành phố Susa (Ý) là các đường giao thông huyết mạch quan trọng giữa Lyon, Grenoble của Pháp và Torino của Ý.
Dãy núi Alpes cottiennes là đầu nguồn của các sông Durance, Arc cùng các sông nhánh của chúng bên phía Pháp; sông Dora Riparia và các sông nhánh của sông Po bên phía Ý.

## Các ngọn núi
Các ngọn núi chính của dãy Alpes cottiennes là:
| Ngọn                    | Độ cao (m/ft) | Độ cao (m/ft) |
| ----------------------- | ------------- | ------------- |
| Monte Viso              | 3841          | 12,609        |
| Viso di Vallante        | 3672          | 12,048        |
| Aiguille de Scolette    | 3505          | 11,500        |
| Aiguille de Chambeyron  | 3412          | 11,155        |
| Bric de Chambeyron      | 3388          | 11,116        |
| Pic de la Font Sancte   | 3387          | 11,112        |
| Rognosa d'Etiache       | 3385          | 11,106        |
| Dents d'Ambin           | 3382          | 11,096        |
| Punta Ferrand           | 3364          | 11,037        |
| Visolotto               | 3353          | 11,001        |
| Bric de Rubren          | 3340          | 10,958        |
| Rochebrune              | 3324          | 10,906        |
| Punta Sommeiller        | 3321          | 10,896        |
| Bric Froid              | 3302          | 10,833        |
| Grand Glaiza            | 3286          | 10,781        |
| Rognosa di Sestriere    | 3279          | 10,758        |
| Panestrel               | 3253          | 10,673        |
| Roche du Grand Galibier | 3242          | 10,637        |
| Peou Roc                | 3231          | 10,601        |
| Pic du Pelvat           | 3218          | 10,558        |
| Pointe Haute de Mary    | 3212          | 10,539        |
| Pain de Sucre           | 3208          | 10,526        |
| Mont Thabor             | 3182          | 10,440        |
| Pointe des Cerces       | 3180          | 10,434        |
| Tete des Toillies       | 3179          | 10,430        |
| Monte Granero           | 3170          | 10,401        |
| Pic du Thabor           | 3144          | 10,316        |
| Mont Chaberton          | 3135          | 10,286        |
| Tete de Moyse           | 3110          | 10,204        |
| Monte Meidassa          | 3105          | 10,187        |
| Pelvo d'Elva            | 3064          | 10,053        |
| Rocca Bianca            | 3059          | 10,307        |
| Mont Politri            | 3051          | 10,009        |
| Monte Albergian         | 3040          | 9974          |
| Pic Caramantran         | 3025          | 9925          |
| Bric Bouchet            | 2998          | 9836          |
| Pointe des Marcelettes  | 2909          | 9545          |
| Pic du Malrif           | 2906          | 9535          |
| Punta Cournour          | 2868          | 9410          |

## Các đèo
Các đèo chính của dãy núi Alpes cottiennes là:
| tên                                  | địa điểm                            | loại (năm 1911) | độ cao (m/ft) |
| ------------------------------------ | ----------------------------------- | --------------- | ------------- |
| Col Sommeiller                       | Bardonecchia to Bramans             | tuyết           | 2962/9718     |
| Col de la Traversette                | Crissolo to Abriès                  | đường xe ngựa   | 2950/9679     |
| Col d'Ambin                          | Exilles to Bramans                  | tuyết           | 2854/9364     |
| Col de St Veran                      | Valle Varaita to the Queyras Valley | đường đi bộ     | 2844/9331     |
| Col du Parpaillon                    | Ubaye Valley to the Queyras Valley  | đường đi bộ     | 2780/9121     |
| Col d'Etache                         | Bardonecchia to Bramans             | đường xe ngựa   | 2787/9144     |
| Col Agnel                            | Valle Varaita to the Queyras Valley | đường xe        | 2744/9003     |
| Col Girardin                         | Ubaye Valley to the Queyras Valley  | đường xe ngựa   | 2699/8855     |
| Col de Sautron                       | Valle Maira to Barcelonnette        | đường xe ngựa   | 2689/8823     |
| Col de Longet                        | Ubaye Valley to Valle Varaita       | đường xe ngựa   | 2672/8767     |
| Col de Mary                          | Ubaye Valley to Valle Maira         | đường xe ngựa   | 2654/8708     |
| Col d'Abriès                         | Perosa to Abriès                    | đường xe ngựa   | 2650/8695     |
| Col de la Roue                       | Bardonecchia to Modane              | đường xe ngựa   | 2566/8419     |
| Col du Fréjus                        | Bardonecchia to Modane              | đường đất       | 2542          |
| Col de Clapier                       | Bramans to Susa                     | đường xe ngựa   | 2491/8173     |
| Col d'Izoard                         | Briançon to the Queyras Valley      | đường xe        | 2388/7835     |
| Col de la Croix or Passo de la Croce | Torre Pellice to Abriès             | đường xe ngựa   | 2309/7576     |
| Petit Mont Cenis                     | Bramans to the Mont Cenis Plateau   | đường xe ngựa   | 2184/7166     |
| Col de Vars                          | Ubaye Valley to the Queyras Valley  | đường xe        | 2115/6939     |
| Mont Cenis                           | Lanslebourg to Susa                 | đường xe        | 2101/6893     |
| Col de Sestriere                     | Pinerolo to Cesana Torinese         | đường xe        | 2021/6631     |
| Col de Larche/Đèo Maddalena          | Ubaye Valley to the Stura Valley    | đường xe        | 1991/6532     |
| Col de Montgenèvre                   | Briançon tới Susa                   | đường xe        | 1854/6083     |
| Col de l'Echelle                     | Briançon tới Bardonecchia           | đường xe        | 1760/5774     |